# Приедитис, Артур
Артур Приедитис (латыш. Arturs Priedītis; 26 августа 1946 года, Калниеки, Талсинский район) — советский и латвийский журналист, публицист и учёный. Профессор Балтийского института. Доктор филологических наук.

## Биография
Учился в г. Талсы, служил в Советской Армии, с 1970 по 1977 был студентом заочного отделения журналистики на филологическом факультете Латвийского государственного университета. С 1982 по 1984 учился в аспирантуре в АН ЛССР. С 1979 по 1987 работал в Риге в АН ЛССР, где несколько лет занимал должность ученого секретаряя редакционно-издательского совета (РИСО) АН ЛССР. С 1987 по 2004 работал зав. кафедрой в Даугавпилском педагогическом институте, был директором Центра мультикультурализма и советником председателя городской думы Даугавпилса по языковой политике. С 2004 работает в Риге, занимал должность профессора культурологии. С 2013 занимается научной публицистикой.

## Научная, проектная и издательская деятельность
Защитил диссертации по исследованиям дневников Яниса Райниса. Подготовил научную публикацию дневников Райниса, написал несколько книг о творчестве Райниса.
Является автором первой книги по истории культуры Латвии (2000), книги о теории культурологии, интеркультурной коммуникации (диалога культур), нескольких книг о мультикультурализме, проблемах современной культуры. Разработал вузовскую учебную программу для подготовки учителей истории культуры (1988), способствовал внедрению учебного предмета «Культурология» в средних школах Латвии. А.Приедитис является идеологом, учредителем и директором научного Центра мультикультурализма (1993—2003), принимал активное участие в организации Тыняновских чтений в г.Резекне (до 2002), а тагже издании Тыняновских сборников в АН ЛССР. Создал издательство «Saule» (Солнце) в Даугавпилском пединституте и издательство «A.K.A.» в Центре мультикультурализма. С 1989 издает культурологическое издание «Kultūra un Vārds» (Культура и Слово).

## Публикации
А.Приедитис является автором более 25 научных, учебных и публицистических книг на латышском языке. На русском языке издана одна книга по истории культуры Латвии (1996) и опубликованы отдельные статьи на сайтах russ.ru, imhoclub.lv.